# Березовски район
Березовски район се намира в централната част на Одеска област, Украйна. Общата му площ е 1637 км2. Административен център е град Березовка.

## География
Районът се състои от 65 населени места: 1 град, 1 селище от градски тип и 63 села.